# اچ‌ام‌اس ولکام (جی۳۸۶)
اچ‌ام‌اس ولکام (جی۳۸۶) (به انگلیسی: HMS Welcome (J386)) یک کشتی بود که طول آن ۲۲۵ فوت (۶۹ متر) بود. این کشتی در سال ۱۹۴۵ ساخته شد.